# 長崎市立日見小学校
長崎市立日見小学校（ながさきしりつ ひみしょうがっこう）は、長崎県長崎市界二丁目にある公立小学校。

## 概要
歴史
1886年（明治19年）に開校した村立の「簡易日見小学校」を前身とする。2011年（平成23年）に創立135周年を迎えた。
校章
桜の花弁と星の絵を組み合わせたものを背景にして、中央に校名の「日見」の文字（縦書き）を置いている。
校歌
作詞は島内八郎、作曲は木野普見雄によるもの。歌詞は3番まであり、校名は登場しない。
校区
住所表記で長崎市の後に「芒塚町（すすきづか）、宿町（しゅく）、界一・二丁目、網場町（あば）、春日町、潮見町」が続く地域。中学校区は長崎市立日見中学校。

## 沿革
- 1886年（明治19年）3月10日 - 小学校令により簡易科を設置の上、日見村立の「簡易日見小学校」が開校。校地は日見村宿名50番地。
- 1892年（明治25年）4月1日 - 尋常科（修業年限4ヶ年）を設置の上、「日見尋常小学校」となる。
- 1902年（明治35年）10月 - 現在地に移転。
- 1906年（明治39年）9月4日 -  高等科（修業年限2ヶ年）を併置の上、「日見尋常高等小学校」と改称（尋常科4年・高等科2年）。
- 1908年（明治41年）4月1日 - 義務教育期間の延長に伴い、高等科を廃止[2]の上、校名を「日見尋常小学校」に戻す（尋常科6年・高等科なし）。
- 1922年（大正11年）4月1日 - 高等科（修業年限2ヶ年）を併置の上、再び「日見尋常高等小学校」となる（尋常科6年・高等科2年）。
- 1941年（昭和16年）4月1日 - 国民学校令により、「日見村国民学校」に改称。尋常科を初等科に改称（初等科6年・高等科2年）。
- 1947年（昭和22年）4月1日 - 学制改革（六・三制の実施）
  - 旧・日見村国民学校の初等科（6年間）が改組され、「日見村立日見小学校」となる。
  - 旧・日見村国民学校の高等科（2年間）および併置青年学校が改組され、日見村立日見中学校（新制中学校）となり、小学校に併設される。
- 1955年（昭和30年）2月1日 - 日見村が長崎市に編入され、「長崎市立日見小学校」（現校名）に改称。
- 1960年（昭和35年）3月 - 日見中学校の新校舎が完成したことにより、併設を解消し単独校となる。
- 1966年（昭和41年）3月18日 - 創立80周年を記念して校舎を新築（第一期工事が完了）。
- 1970年（昭和45年）5月1日 - 学校給食（完全給食）を開始。
- 1982年（昭和57年）7月23日 - 長崎大水害の被害を受ける。
- 1986年（昭和61年）3月10日 - 創立100周年を記念し記念碑を建立。
- 1987年（昭和62年）3月14日 - 寄贈により、体育館に教育目標と校歌の表示板を設置。
- 1990年（平成2年）9月14日 - トイレを水洗化。
- 1996年（平成8年）
  - 8月 - 一部教室にクーラーを設置。
  - 9月 - 図書室を改装。
- 1999年（平成11年）4月17日 - 25mプールが完成。
- 2009年（平成21年）- 体育館と校舎A棟の耐震工事を実施。
- 2010年（平成22年）8月 - 男子バレーボールクラブ「全日本バレーボール小学生大会」で優勝。

## 課外クラブ
- バレーボール部

## アクセス
最寄りのバス停
- 長崎県交通局（長崎県営バス）「ペンギン水族館前」バス停

最寄りの国道・県道
- 国道34号（日見バイパス）「網場入口」交差点
- 長崎県道34号野母崎宿線
- 長崎自動車道（高速道路）長崎芒塚IC

## 周辺
- 長崎市立日見中学校
- 長崎総合科学大学・附属高校
- 長崎市役所日見支所
- 長崎ペンギン水族館

## 関連事項
- 長崎県小学校一覧